# قشة مألوف

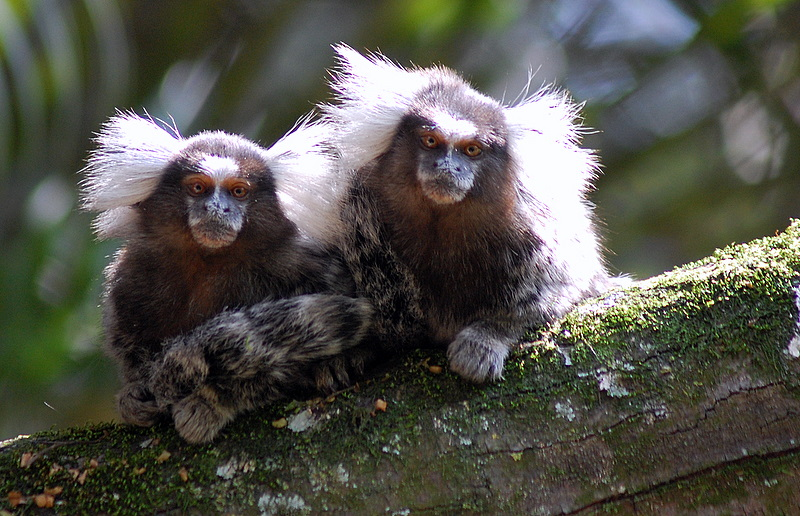
قشتان مألوفتان.

القشة المألوفة أو قشة أبيض الخصلتين هو نسناسٌ صغير من فَصيلة الرئيسيات وفُصيلة جميلات الشعر، له مخالب بدلا من الأظافر. يتمتع بخصلتين بيضاء على وجنتيه. يعيش القشة المألوف في غابات أمريكا الجنوبية.

## مواصفاته

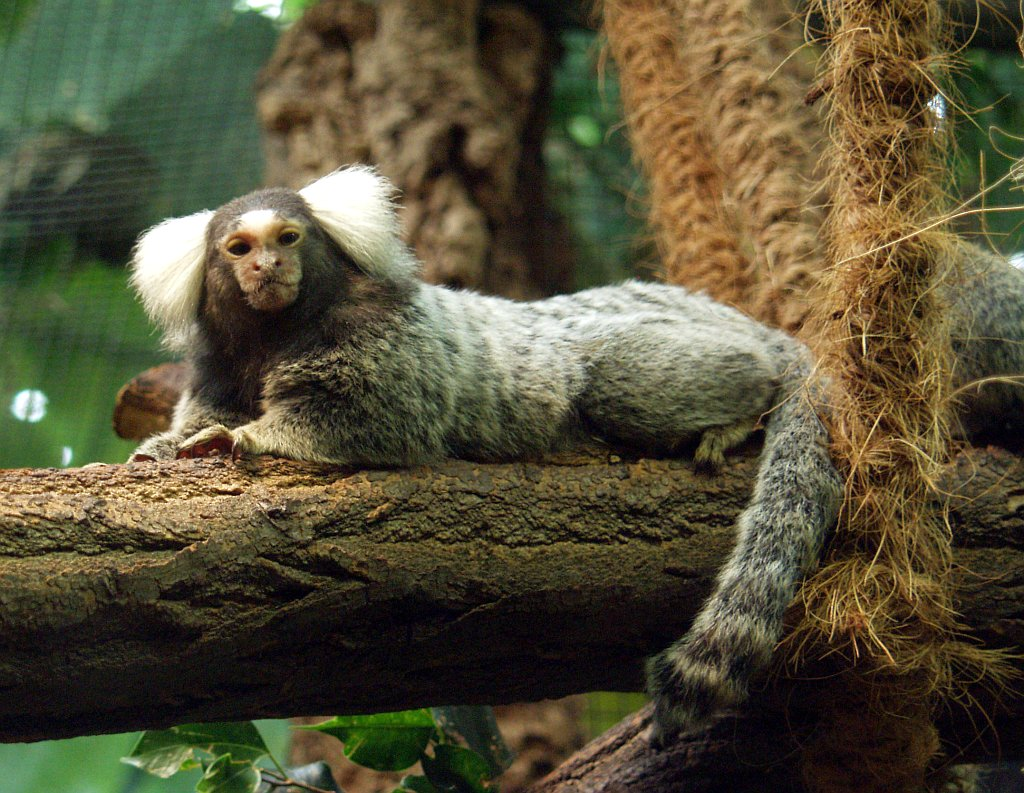

يتراوح طول جسم القشة المألوف بين 18 إلى 25 سنتيمتر، ويصل طول ذيله إلى نحو 30 سنتيمتر. يتراوح وزن هذه النسانيس بين 300 و 400 غرام. ولون فروته بنية رمادية في الغالب، كما تغطي ظهرها عدة شرائط عرضية فاتحة اللون.
لون الرأس بني، وتميزه خصلتان بيضاء حول الأذنان. كما توجد بقعة بيضاء على جبهتيه. أما وجهه فهو خالي من الشعر. أطرافه قصيرة كما هو الحال مع سائر جميلات الشعر، وتنتهي أصابعه بمخالب (ماعدا أصبعي الرجلين الأكبرين) بدلا من الأظافر.
الذكور تشبه الإناث ولا تظهر عليهما علامات جنسية مميزة واضحة.

## انتشارها
ينتشر القشة المألوف في شمال البرازيل. وكان سايقا تنتشر بين «مارانيو» أو «بياو» حتى الساحل الشمالي لنهر «ريو ساو فرانسيسكو». والآن يُمكن العثور عليها في «باهيا» وريو دي جانيرو وسانتا كاتارينا، كما في بوينس أيرس. وتعيش هذه النسانيس في الغابات المُختلطة. فهو يوجد في مناطق السهول مثل «كاتينجا» كما يوجد في الغابات الرطبة الساحلية على ساحل المحيط الأطلسي. وهو قادر على التأقلم مع بيئته بدرجةٍ كبيرة.

## المعيشة

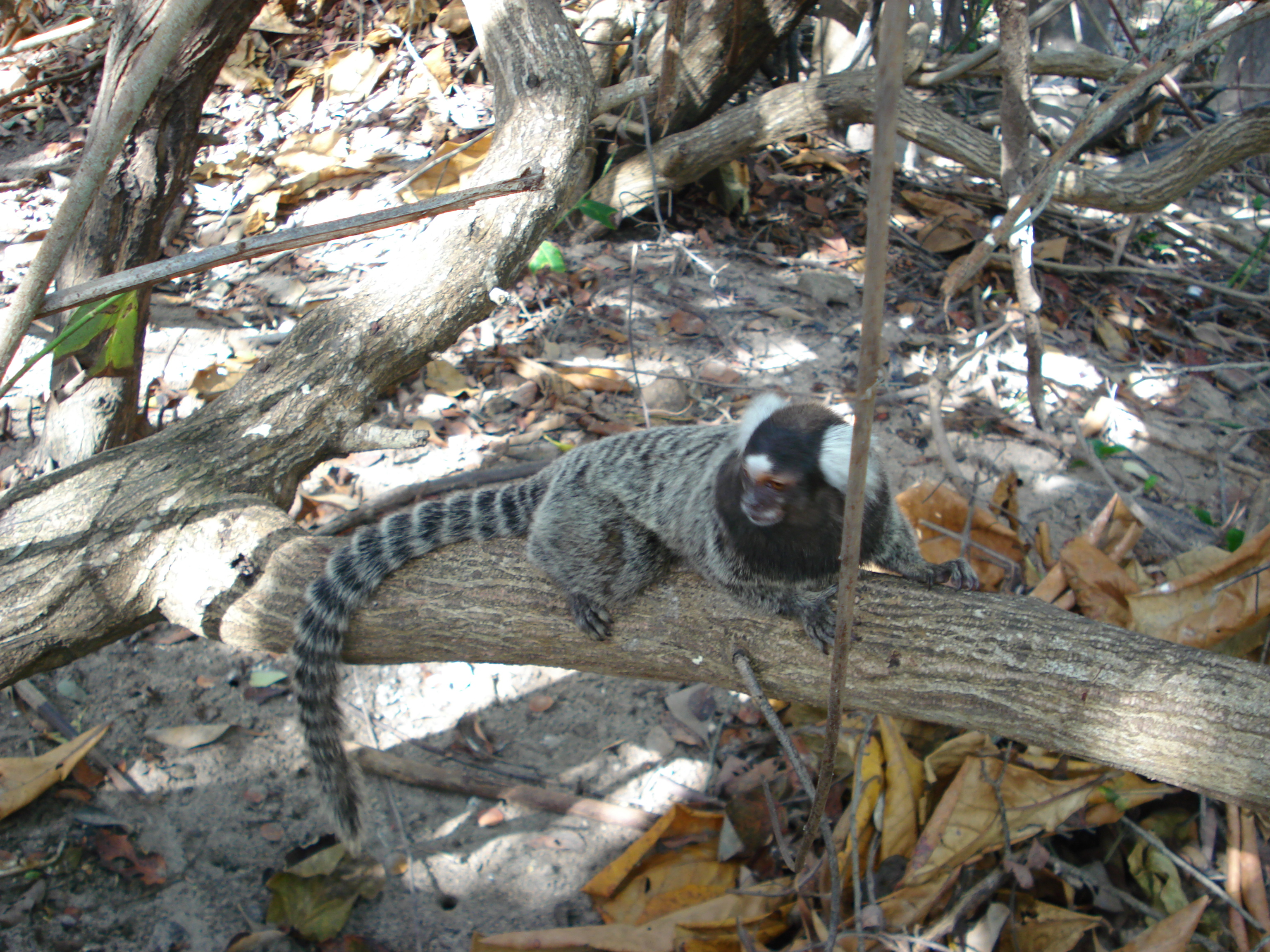
قشة مألوفةمسيت

القشة المألوف نهارية النشاط كما هو الحال بالنسبة للنسانيس ذات المخالب، وينام ليلا في ثقوب جذوع الشجر. حركته على الشجر إما تكون رُباعية (على أربع قوائم) أو يتخللها القفز بين الاغصان. وهي تعيش في مجموعات قد يبلغ عددها 15 نسناسًا، ولكن في المتوسط تصل إلى 9 نسانيس. وتتكون المجموعة من زوجين رئيسيين مُنجبين ومعهما عدد من النسانيس اليافعة والطاعنة في السن. يسيطر الزوجان على المجموعة، بحيث لا تكون الإناث اليافعة قادرة على الإنجاب. ويبدو أن عدم إنجاب الإناث اليافعة مرده استنشاقها هرمونات يفرزها الزوجان المُستولدان تكبح غريزتها الجنسية. تتراوح مساحة الحوز التي يعيش عليها إحدى المجموعات بين 1 إلى 7 هكتارات.
يتواصل أفراد المجموعة مع بعضهم البعض بتعبيرات الوجه وأوضاع الجسد وبالزقاح (صوتيًّا، فصوت السعدان والقرد يُسمّى زُقاح بالعربيَّة). أظهرت بعض الاختبارات وجود ظاهرة الفدائية لدى هذه النسانيس، إذ ظهر أن بعض الأفراد تمد أخرين بالغذاء من دون توقع لمكسب أو لمعاشرة جنسية.

## القشة المألوفة والإنسان
منذ ستينيات القرن الماضي استخدم العلماء القشة المألوف في الاختبارات الطبية، ورُبي في المنازل كحيوانات أهليَّة مُدللة. وهو من أكثر الحيوانات التي تستغل في أغراض الأبحاث الطبية من بين الرئيسيات. وقد توقف اصطياده من الغابات في سبيل تحقيق هذه الغاية، وعوض ذلك أصبحت يُربّى في أماكن مُعينة بغرض استخدامه في البحوث الطبية. ويهدد انتشار العمران أماكن معيشته.
يتفوق جهاز المناعة لدى القشة المألوف على المناعة عند الإنسان. كما يقترب تكوينه المورثي (الجيني) كثيرا من جينات الإنسان. لذلك فهو يشكل منبعا مفيدا جدا للبحوث الطبية وعلى الأخص في مجال بحوث المناعة لدى الإنسان. كما يهتم الباحثون في علم الحيوان أيضًا بدراسة سلوك هذه النسانيس، وتكاثره وفي مجالي الأعصاب وعلم السموم.
كذلك تستغل سعادين الشقو المألوفة في بحوث طب الدماغ الإنساني، مثل البحوث الهادفة لعلاج مرض الباركينسون.